# Navisfera de Wilson
Navisfera de Wilson é um instrumento ,  simulador de eventos astronômicos para fins náuticos que inclui  quatro anéis (círculos máximos) articulados entre si , tendo como referencial, o movimento transversal de seus três eixos. 
A Navisfera de Wilson, é como se fosse um planetário as mãos do navegador, integrado a um ábaco trigonométrico capaz de reproduzir, para fins de navegação, o movimento aparente de uma estrela em relação ao horizonte, além de informar a altura e azimute que será avistada em determinada hora e coordenada. 
Substituindo a estrela pelas coordenadas de uma cidade, Navisfera de Wilson pode informar, com grande exatidão, o rumo verdadeiro do início ao fim de uma rota, não permitindo que o navio se perca seguindo a loxodrómica.